# Ross Collinge
Ross Hounsell Collinge (Lower Hutt, 21 de noviembre de 1944) es un deportista neozelandés que compitió en remo.
Participó en dos Juegos Olímpicos de Verano en los años 1968 y 1972, obteniendo dos medallas, oro en México 1968 y plata en Múnich 1972. Ganó una medalla de bronce en el Campeonato Mundial de Remo de 1975.

## Palmarés internacional
| Juegos Olímpicos   | Juegos Olímpicos          | Juegos Olímpicos  | Juegos Olímpicos   |
| Año                | Lugar                     | Medalla           | Prueba             |
| ------------------ | ------------------------- | ----------------- | ------------------ |
| 1968               | Ciudad de México (México) | Medalla de oro    | Cuatro con timonel |
| 1972               | Múnich (RFA)              | Medalla de plata  | Cuatro sin timonel |
| Campeonato Mundial |                           |                   |                    |
| Año                | Lugar                     | Medalla           | Prueba             |
| 1975               | Nottingham (Reino Unido)  | Medalla de bronce | Ocho con timonel   |